# 沂河
沂河（ぎが、拼音: yí hé）は、中華人民共和国東部の山東省南部から江蘇省北部を流れる川。古代には沂水（ぎすい、拼音: yí shuǐ）と呼ばれた。淮河流域の「沂沭泗河水系」（沂河、沭河、泗河の三つを主とする河川群）の中でも比較的大きな河川である。
山東省淄博市沂源県に発し、沂源県を出た後南に折れ、臨沂市の沂水県、沂南県、河東区、蘭山区、羅荘区、蘭陵県、郯城県を経て、郯城県呉家道口村で江蘇省新沂市に入り、駱馬湖に注いでいる。駱馬湖からは京杭大運河などを経て淮河方面へ流れているが、駱馬湖の東部から新沂河という放水路が造られており、途中で沭河を合わせ、沭陽県、灌雲県を経て燕尾港で黄海に流入している。全長は574km、流域面積は17,325平方km。年径流量は35.1億立方mで、河床の最も広い部分は1,540m。
南宋時代に黄河が決壊して南へ流れ、徐州や淮安など現在の江蘇省北部を流れて黄海へ注ぐようになった。これにより沂水・泗水・沭水の下流および淮水の下流は、黄河に河道を奪われた。沂水は駱馬湖に滞留したが大運河のほかに大きな出口はなく、しばしば江蘇省北部で大きな洪水を起こした。1949年に駱馬湖から東の黄海へ一直線に向かう放水路・新沂河が着工され1953年に完成し、洪水は減少した。

## 概況
臨沂市より上流部分では主に山地を通るが、土砂の流出が深刻になっている。この区間では支流の多くは西側から合流しており、左右非対称の樹枝状になっている。山地を流れる河川の常で、水流は急であり、洪水が起きやすい。臨沂より下流では平野部に入り、川幅は広く底は浅くなる。中生代に起こった燕山地殼運動で形成された断層帯が現在の河谷となっている。
沂河の源流については、三つあるという説（三源）、四つあるという説（四源）、五つあるという説（五源）があった。1988年10月、中華人民共和国水利部の治淮委員会に属する沂沭泗局沂沭河管理所をはじめ、山東省臨沂地区水利局など河川を管理する機関が集まって実地見分や協議を行い、沂河には四つの源流があるという説を採用した。主な水源は、流域面積と水量が最大の徐家荘河とされた。四つの水源は、
1. 徐家荘郷の龍子峪村の西南にある小黒山北麓に発する徐家荘河
2. 大張荘郷の老松山北麓に発する大張荘河
3. 大張荘郷の張家旁峪南山の南岩河（別名・仁里荘河）
4. 大張荘郷の狼窩山北麓の高村河（別名・田荘河）

であり、田荘ダムで四つの川が合流して沂河となる。
大小100以上の支流があるが、主要な支流には東汶河、蒙河、柳青河、祊河、涑河などがある。祊河は沂河最大の支流で、古祊邑（現在の費県東南）を通ることからこの名がある。全長は158km。